# 馬里亞尼夫卡 (茲多爾布尼夫區)
50°29′4″N 26°24′20″E / 50.48444°N 26.40556°E
馬里亞尼夫卡（烏克蘭語：Мар'янівка），是烏克蘭西北部的村莊，隸屬里夫內州的里夫內區。該村面積4.8平方公里，海拔高度215米，2001年人口102，人口密度每平方公里21.3人。